# Crocantes
La revuelta de los crocantes (Jacquerie des croquants en francés) fue una serie de levantamientos populares de campesinos que estallaron en Lemosín, en Quercy y en Perigord (Francia) y se extendieron al suroeste del país, a finales del siglo XVI y principios del siglo XVII.
Los levantamientos fueron causados por el aumento de los impuestos estatales y señoriales en un momento de gran miseria del campesinado después de años de guerras, y se inscriben en el marco de las guerras de religión de Francia. Los crocantes apoyaban al rey Enrique IV de Francia en contra de la Liga Católica y de los señores que participaban en ella. Los motivos religiosos fueron, sin embargo, marginales y las revueltas de los crocantes fueron ante todo revueltas antifiscales. Estos motines fueron tres, y tuvieron lugar en los años 1594, 1624 y 1637. El primero acabó con la rebaja de los impuestos, el segundo con la ejecución de Donat y Barran, jefes de la rebelión, y el tercero con la concesión de una amnistía general.

## Origen del término
El término "crocantes" originalmente se refería a los nobles de quienes se decía que querían aplastar al pueblo. La nobleza devolvió este apodo al pueblo rebelde, a quien se le quedó este nombre. Sin embargo, como este término es peyorativo, los rebeldes prefirieron llamarse a sí mismos los “tardíos” o los “cazadores de ladrones”, según la región.
Otros historiadores explican que la ciudad de Crocq, en Creuse, fue la cuna de la insurrección campesina a partir de 1592, convirtiéndose el gentilicio "crocantes" en el nombre genérico de todos los insurgentes.

## Las revueltas de 1594-1595

### Contexto
En aquel año Francia combatía contra los Habsburgos de España y mantenía dos frentes de guerra: a lo largo del Pirineo y en Flandes y Lorena. En el interior, las guerras de religión llevaban 35 años devastando el país. Los campesinos, al igual que los habitantes de las ciudades, cargaban con el peso del mantenimiento de las tropas cuando cruzaban o se estacionaban en su región. Y entre campaña y campaña, buena parte de esas tropas desmovilizadas, compuestas de mercenarios, erraban saqueando y extorsionando pueblos, aldeas y castillos. Cuando el rey Enrique IV de Francia accede al trono, las finanzas reales están al borde de la quiebra. El gobierno de su ministro, el Duque de Sully, emprende una política fiscal destinada a aumentar la recaudación de impuestos, no solo para financiar las guerras, sino también para hacer frente al pago de los importantes créditos concedidos al Estado por financieros franceses (entre los que se encontraba el alto clero francés) y extranjeros (ingleses, holandeses, suizos e italianos). 
Por otra parte, el enorme coste de los años de guerra entre los nobles de la Liga Católica y los nobles hugonotes o partidarios de Enrique IV hacía que la nobleza presionara aun más a los habitantes de sus feudos para recaudar impuestos y forzar el cumplimiento de derechos feudales, cada vez más difíciles de asumir por un campesinado sumido en la miseria.
La agitación en el medio rural había sido casi constante durante los conflictos, pero los levantamientos campesinales se multiplicaron en la década de 1590, como en Champaña, en puntos del norte y este de París, en Baja Normandía, Delfinado, Vivarés y Provenza. El recrudecimiento y la extensión de las revueltas en torno a 1594 se inscriben, por lo tanto, dentro de un amplio movimiento de jacqueries recurrentes que afectaban la mayor parte del país. Además el año 1593 había sido particularmente frío y lluvioso, por lo que se esperaban malas cosechas por segundo año consecutivo.

### Motivos de las revueltas
Un documento del Parlamento de Toulouse citado por Ivan Luchitzkii, expone en 1594 los motivos de esas frecuentes rebeliones. Según el historiador Henri Heller se desprende del documento que si la fuerte imposición jugó sin duda un papel importante, no fueron menos relevantes los saqueos, las extorsiones y la obligación de alojar y alimentar a los soldados de los ejércitos. Pero lo más relevante es la opresión ejercida por los nobles, que exigían ilícitamente el pago de rentas y derechos señoriales más altos, e imponían arbitrariamente nuevos impuestos y obligaciones. Ante la negativa de los campesinos a pagar, según el Parlamento, los señores enviaban militares a las tierras de los arrendatarios para apoderarse ilegalmente de sus tierras y de sus personas. Finalmente los nobles, a su vez, se negaban a pagar la talla y otros impuestos ligados a las tierras no nobles que acababan de adquirir.
Los textos redactados por los propios crocantes de la región de Périgord corroboran ese análisis y añaden que luchan contra los recaudadores de impuestos y sus agentes, que se enriquecen aprovechándose de su miseria.

### Las revueltas
A partir del vizcondado de Turenne en el Bajo Lemosín en 1594, la revuelta se expandió pronto al Périgord. Según el cronista de Sarlat Jean Tarde la revuelta surge en el pueblo lemosino de Crocq, en Combraille, que habría dado su nombre a los sublevados; los historiadores, sin embargo, se inclinan más por la explicación dada por otro cronista de la época, Pierre Victor Palma Cayet, según el cual los campesinos llamaban croquants a las clases pudientes y a los recaudadores de impuestos que les arruinaban "a bocados". El apodo fue enseguida reutilizado en su contra por la burguesía, la nobleza y las autoridades, que designaban así despectivamente a los campesinos que les atacaban. Los campesinos se llamaban a sí mismos tard-avisés (avisados tarde) o chasse-voleurs (cazaladrones).
Desde los comienzos los campesinos se organizan, primero para su defensa, consiguiendo expulsar a compañías de mercenarios y de bandidos. Convocan asambleas en los bosques, en las que se prometen fidelidad y redactan escritos aclarando sus quejas y sus peticiones. Los hacen llegar a todos los pueblos para informarles y pedirles que se unan a ellos. En las parroquias "avisadas" (de ahí el nombre de tard avisés) se crean compañías armadas que eligen a su capitán y a sus tenientes, cada una con su estandarte y su tambor. Esas compañías empiezan a recorrer la región al son del tambor, informando previamente a los pueblos, a las autoridades y a los señores de su llegada. O se está con ellos o contra ellos, y quien se enfrenta ve sus bienes destruidos. En la asamblea del 23 de abril, deciden que unos emisarios entregarán una carta al rey Enrique IV para que no malinterprete sus acciones, otra al señor de Bourdeille, senescal de Périgord y encargado de la seguridad de la región, y otras a los magistrados locales para informarles de los abusos cometidos por la nobleza contra el Tercer Estado y pedir reparación en los Parlamentos regionales. Solamente en Périgord se estima que las compañías de croquantes cuentan 20.000 hombres. El movimiento se extiende con extrema rapidez por todo el Lemosín y el Poitou, alcanza hacia el oeste el Angoumois y la Saintonge, y hacia el sur Toulouse y la región de Comminges. En su ruta, los enfrentamientos con las tropas legales se multiplican durante el verano de 1594.
Estas se ven desbordadas y no pueden contener el avance de las compañías de los campesinos. Según Jean Tarde, se contaba un soldado por 100 campesinos, y su organización militarizada se debía a que un buen número de artesanos, "hijos de buenas familias" (varios historiadores, como Mousnier y Bercé, cuentan que algunos pequeños nobles (hobereaux) se unieron a la revuelta) y antiguos soldados les acompañaban. Por otro lado, si bien el Rey había mandado detener el movimiento, también había manifestado cierta benevolencia hacia los sublevados y había prometido que oiría sus quejas, por lo que durante meses la nobleza se sentía indecisa sobre el grado de violencia a emplear en la represión y su respuesta tardó en llevarse a cabo. Como los refuerzos que el senescal de Bourdeille había pedido al Rey tardaban en llegar, la nobleza y las clases pudientes de las ciudades organizaron su propia Liga armada. Meses más tarde, los refuerzos llegaron de Jean de Sourches de Malicorne, gobernador de Poitou, y Jean du Chasteigner, señor de Albin, requeridos por el Rey.
Mientras tanto los crocantes pedían al Rey que les reconociera un representante oficial (un syndic) y delegaban abogados a los Parlamentos (como en Périgueux en febrero de 1595) en nombre del "Tercer Estado del país llano" (Tiers-Etat du pays plat), nombre con el que se denominaban. Aseguraban su fidelidad al Rey en una época en la que muchos nobles tardaban en reconocer su autoridad, por lo que se mostraban particularmente enfrentados con la nobleza de la Liga Católica. Afirmaban que los "ladrones" a los que denunciaban, atentaban tanto contra ellos como contra el poder real, proclamaban su respeto a la jerarquía social establecida y que solo esperaban que se hiciera justicia. Sin embargo, el curso de los acontecimientos y la violencia empleada hicieron que en muchas localidades la revuelta tomara tintes francamente antinobiliarios. Como las fuentes disponibles de la época suelen recoger datos muy localizados geográficamente, esto ha llevado a los historiadores a discrepar sobre este punto según las características del movimiento en las regiones estudiadas: mientras que los autores franceses (Emmanuel Le Roy Ladurie, Yves-Marie Bercé y Roland Mousnier) se inclinan por un movimiento fundamentalmente antifiscal, los autores anglosajones (Henry Heller, Pérez Zagorín) defienden que la lucha contra la nobleza en su conjunto tuvo igual relevancia.

### Fin de las revueltas
En el invierno de 1594-1595, la hambruna se extendió en las regiones afectadas por el conflicto, y el precio de los cereales se disparó. El Rey hizo saber a los crocantes que les perdonaba los retrasos en el pago de la talla y que paralizaba su subida, así como la de la gabela. También les prometió que se investigarían los abusos cometidos por los nobles y los recaudadores de impuestos. Para pacificar las regiones sublevadas, nombró un superintendente real para el suroeste de Francia, Jean-Robert de Thumery, señor de Boissize, que llegó en julio de 1595. Encontró resistencia en las clases urbanas y en algunos feudos que se negaban a negociar. Por su lado, los crocantes a menudo desconfiaban de las intenciones de las autoridades locales, y aparecieron disensiones entre los capitanes del movimiento. Todavía se dieron muchos combates, si bien el movimiento iba perdiendo fuerza. En otoño de 1595, los crocantes depusieron las armas.
Aunque por su extensión e intensidad estas primeras revueltas de los crocantes lleguen a ser consideradas como una guerra civil, se suele denominar "pequeña guerra de los crocantes". Las bajas reales no son conocidas, pero al haber ocurrido nada más finalizar las guerras de religión y después de una profunda crisis del poder monárquico, es de destacar la clemencia del rey Enrique IV y un inusual esfuerzo de negociación fruto de su empeño para reconciliar a todos los franceses y para restablecer y afianzar el prestigio de la monarquía.